# Vlkovice
Vlkovice (Duits: Wilkowitz) is een gemeente in de Tsjechische regio Karlsbad. De gemeente ligt op 666 meter hoogte, één kilometer ten oosten van Mariënbad (Mariánské Lázně).
Naast het dorp Vlkovice zelf ligt ook het dorp Martinov in de gemeente. Vlkovice heeft aan de spoorlijn Mariënbad - Teplá een eigen spoorwegstation.
Aš · 
Cheb · 
Dolní Žandov · 
Drmoul · 
Františkovy Lázně · 
Hazlov · 
Hranice · 
Krásná · 
Křižovatka · 
Lázně Kynžvart · 
Libá · 
Lipová · 
Luby · 
Mariënbad (Mariánské Lázně) · 
Milhostov · 
Milíkov · 
Mnichov · 
Nebanice · 
Nový Kostel · 
Odrava · 
Okrouhlá · 
Ovesné Kladruby · 
Plesná · 
Podhradí · 
Pomezí nad Ohří · 
Poustka · 
Prameny · 
Skalná · 
Stará Voda · 
Teplá · 
Trstěnice · 
Třebeň · 
Tři Sekery · 
Tuřany · 
Valy · 
Velká Hleďsebe · 
Velký Luh · 
Vlkovice · 
Vojtanov · 
Zádub-Závišín